# Resolutie 737 Veiligheidsraad Verenigde Naties
Resolutie 737 van de Veiligheidsraad van de Verenigde Naties werd op 29 januari 1992 zonder stemming aangenomen door de Veiligheidsraad van de Verenigde Naties en beval Oezbekistan aan voor VN-lidmaatschap.

## Inhoud
De Veiligheidsraad bestudeerde de aanvraag voor lidmaatschap van de VN van de Republiek Oezbekistan. De Algemene Vergadering werd aanbevolen om aan Oezbekistan het VN-lidmaatschap toe te kennen.

## Verwante resoluties
- Resolutie 735 Veiligheidsraad Verenigde Naties (Armenië)
- Resolutie 736 Veiligheidsraad Verenigde Naties (Kirgizië)
- Resolutie 738 Veiligheidsraad Verenigde Naties (Tadzjikistan)
- Resolutie 739 Veiligheidsraad Verenigde Naties (Moldavië)

Lijst ·  726 ·  727 ·  728 ·  729 ·  730 ·  731 ·  732 ·  733 ·  734 ·  735 ·  736 ·  737 ·  738 ·  739 ·  740 ·  741 ·  742 ·  743 ·  744 ·  745 ·  746 ·  747 ·  748 ·  749 ·  750 ·  751 ·  752 ·  753 ·  754 ·  755 ·  756 ·  757 ·  758 ·  759 ·  760 ·  761 ·  762 ·  763 ·  764 ·  765 ·  766 ·  767 ·  768 ·  769 ·  770 ·  771 ·  772 ·  773 ·  774 ·  775 ·  776 ·  777 ·  778 ·  779 ·  780 ·  781 ·  782 ·  783 ·  784 ·  785 ·  786 ·  787 ·  788 ·  789 ·  790 ·  791 ·  792 ·  793 ·  794 ·  795 ·  796 ·  797 ·  798 ·  799